# Lørenskog IK
Lørenskog IK je profesionální norský hokejový tým. Byl založen v roce 1963.

## Úspěchy
- Mistr Divize 1: 2007